# Måsøyfjorden
Måsøyfjorden er et sund mellem Hjelmsøya og Måsøya i Måsøy kommune i Troms og Finnmark fylke i Norge. Sundet har en længde på ni kilometer fra nord til syd. I nord har Måsøyfjorden åbning ud mod Barentshavet, og indløpet er mellem Svartviknæringen i vest og holmen Måsøykalven i øst. I syd ender den mellem Straumsnesodden i vest og Varnesset i øst, og går over i Breisundet, som ligger på sydsiden af Hjelmsøya, og Måsøysundet syd for Måsøya. Længere mod syd går Kullfjorden videre mod syd.
Der ligger to gårde  ved fjorden på Hjelmsøya, Russesund og Svartvik. 
Måsøyfjorden er 119 meter på det dybeste, lige vest for Måsøykalven.